# Крапина (река)
Крапина је река у Хрватској. Дугачка је 75 km и лева је притока реке Саве.